# Östersund
Östersund (wym. [œstɛˈʂɵnːd]) – miasto położone w środkowej części Szwecji w prowincji Jämtland na wschodnim wybrzeżu jeziora Storsjön.

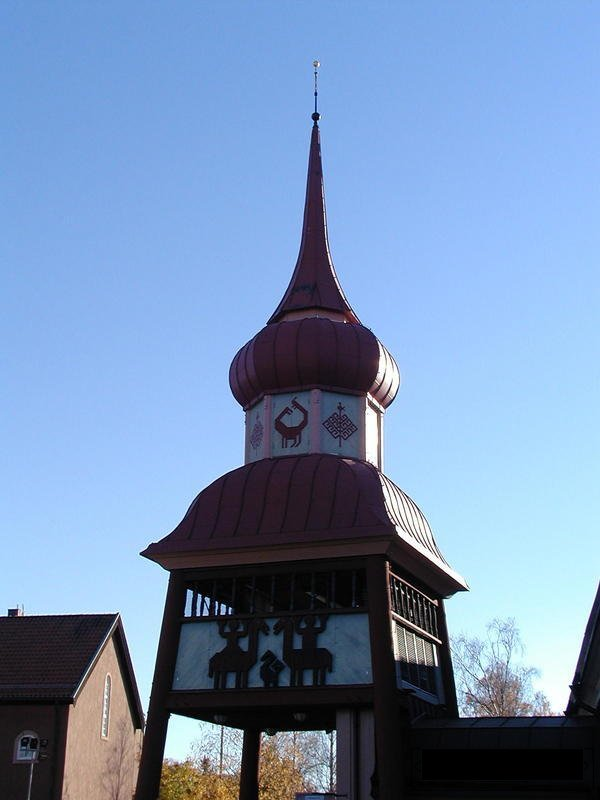
wejście do Skansenu Jamtli

## Zabytki
- kamienie runiczne we Frösöstenen największa kolekcja w Szwecji
- Jamtli Skansen z budynkami z Jamtland (podobny Skansen jest tylko w Sztokholmie). Domy wikingów z Överhogdalstapeten z okresu od 800 do 1100 n.e.
- stara osada Frösö-kyrka i najstarszy zachowywany w Szwecji kościół z XIII wieku
- pozostałości umocnień obronnych Frösö z 1821 na Jamtland
- willa Sommarhagen zbudowana przez państwo dla kompozytora Wilhelma Petersona-Bergera
- na wyspie Andersön ruiny XII-wiecznego kościoła Sunne

## Gospodarka
W mieście rozwinął się przemysł chemiczny, maszynowy, meblarski, skórzany oraz stoczniowy.

## Edukacja
- Mittuniversitetet – Mid Sweden University.

## Sport
Znany ośrodek narciarski biathlonu. Co roku odbywa się tutaj puchar świata w biathlonie.

## Linki zewnętrzne

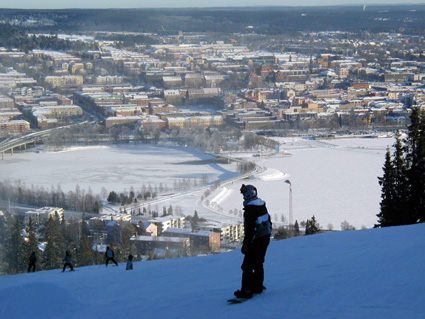
Widok na Östersund z narciarskiego szlaku

## Miasta partnerskie
- Jilin
- Kajaani
- Odense
- Sanok
- Trondheim